# لوك (أسطورة)
لوك (بالإنجليزية: Luk)‏ الرب الأعلى لجزر كارولين.